# Никарагва на Светском првенству у атлетици у дворани 2016.
Никарагва је учествовала на 16. Светском првенству у атлетици у дворани 2016. одржаном у Портланду од 17. до 20. марта. Репрезентацију Никарагве на њеном седмом учествовању на светским првенствима у дворани представљао је један атлетичар који се такмичио у трци на 1.500 метара.,
На овом првенству такмичар Никарагве није освојио ниједну медаљу али оборио национални и лични рекорд.

## Учесници
Мушкарци:
- Ерик Родригез — 1.500 м

## Резултати

### Мушкарци
| Атлетичар     | Дисциплина | Лични рекорд | Квалификације | Квалификације | Полуфинале | Полуфинале | Финале               | Финале       | Детаљи |
| Атлетичар     | Дисциплина | Лични рекорд | Резултат      | Место         | Резултат   | Место      | Резултат             | Место        | Детаљи |
| ------------- | ---------- | ------------ | ------------- | ------------- | ---------- | ---------- | -------------------- | ------------ | ------ |
| Ерик Родригез | 1.500 м    |              | 3:58,37 НР    | 8. у гр. 2    |            |            | Није се квалификовао | 14 / 14 (15) |        |